# Acanthodelta brunnescens
Acanthodelta brunnescens är en fjärilsart som beskrevs av Embrik Strand 1914. Acanthodelta brunnescens ingår i släktet Acanthodelta och familjen nattflyn. Inga underarter finns listade i Catalogue of Life.